# Metasequoia occidentalis
Metasequoia occidentalis – wymarły gatunek sekwoi z rodziny cyprysowatych, którego skamieniałości zostały znalezione na niemal całej półkuli północnej.

## Odkrycie i historia klasyfikacji

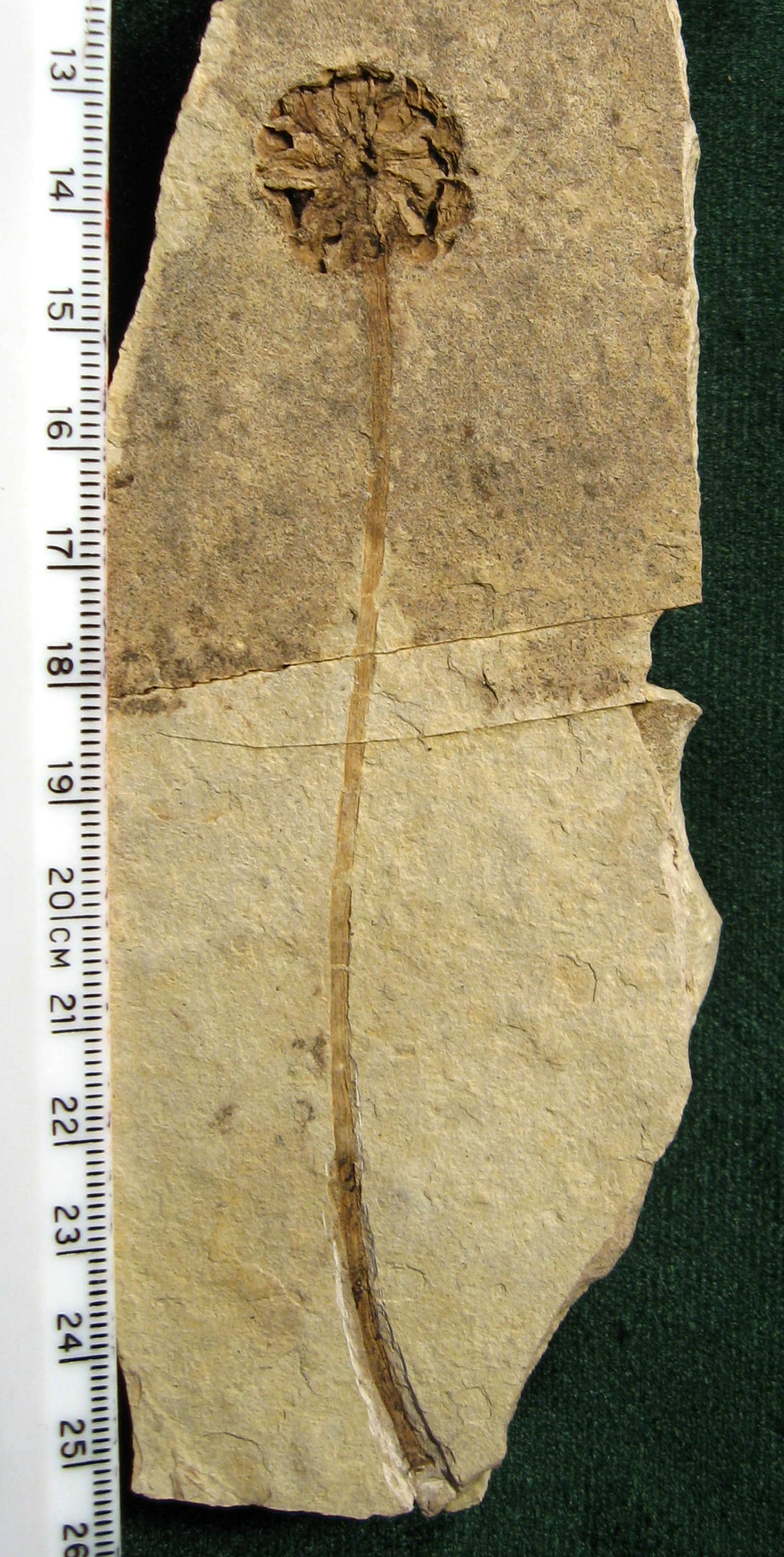
M. occidentalis szyszka z łodygą; Iprez, Formacja Klondike Mountain

Gatunek został po raz pierwszy opisany w 1863 roku, na podstawie skamieniałości znalezionych w późnopaleoceńskiej i środkowoeoceńskiej formacji Chuckanut w pobliżu Birch Bay w stanie Waszyngton. Pierwotnie opisał go jako Taxodium occidentale John Strong Newberry. Skamieniałe pozostałości podobne do Metasequoia były odnotowywane w Europie i Ameryce Północnej od 1800 roku, ale zostały przypisane do rodziny cyprysowatych, rodzajów sekwoja (Sequoia) lub cypryśnik (Taxodium). Dopiero gdy żyjący gatunek Metasequoia glyptostroboides został odkryty i opisany w odległym rejonie Chin w latach czterdziestych XX wieku, pokrewieństwo wielu skamieniałości stało się oczywiste. W 1951 roku gatunek został sklasyfikowany do Metasequoia jako M. occidentalis przez Ralph Works Chaney w oparciu o bliskie podobieństwo do żyjącej M. glyptostroboides. Z kilkoma godnymi uwagi wyjątkami twierdzono, że większość skamieniałości udokumentowanych w literaturze pokazuje, że M. occidentalis był nieodróżnialny od żyjącego M. glyptostroboides.

## Opis
Podobnie jak współczesna metasekwoja, M. occidentalis był rośliną liściastą. Liście miały kształt owalno-liniowy, od 6–25 mm (0,24–0,98 cala) długości do 1–2 mm (0,039–0,079 cala) szerokości, z wyraźną żyłką środkową, podstawą ogonka liściowego i ostrym końcem. Szyszki żeńskie były kuliste lub owalne, o długości 11–40 mm (0,43–1,57 cala) i szerokości 6–34 mm (0,24–1,34 cala), z trójkątnie ułożonymi łuskami i osadzone na długich, bezlistnych łodygach. Nasiona miały owalny kształt, od 5 mm (0,20 cala) długości do 4 mm (0,16 cala) szerokości. Szyszki męskie były małe, kulisto-owalne, o długości 1–5 mm (0,039–0,197 cala) i szerokości 0,5–4 mm (0,020–0,157 cala) i przeciwnie ułożone na wyspecjalizowanych łodygach z jednym stożkiem końcowym.

## Okres i występowanie
Metasequoia occidentalis pojawiła się w zapisie kopalnym w epoce kredy późnej (dokładnie w cenoman). W okresie trzeciorzędu stała się głównym składnikiem nizinnych i bagnistych lasów w północnych regionach okołopacyficznych i polarnych, gdzie powszechnie współistniał z Glyptostrobus europaeus. Skamieniałości przypisywane M. occidentalis zostały znalezione na terenie Stanów Zjednoczonych, Kanady, Rosji, Chin, Japonii, Grenlandii i Svalbardu, wydaje się, że w większości Europy była rzadka lub nieobecna.